# Lenaert Jansz de Graeff

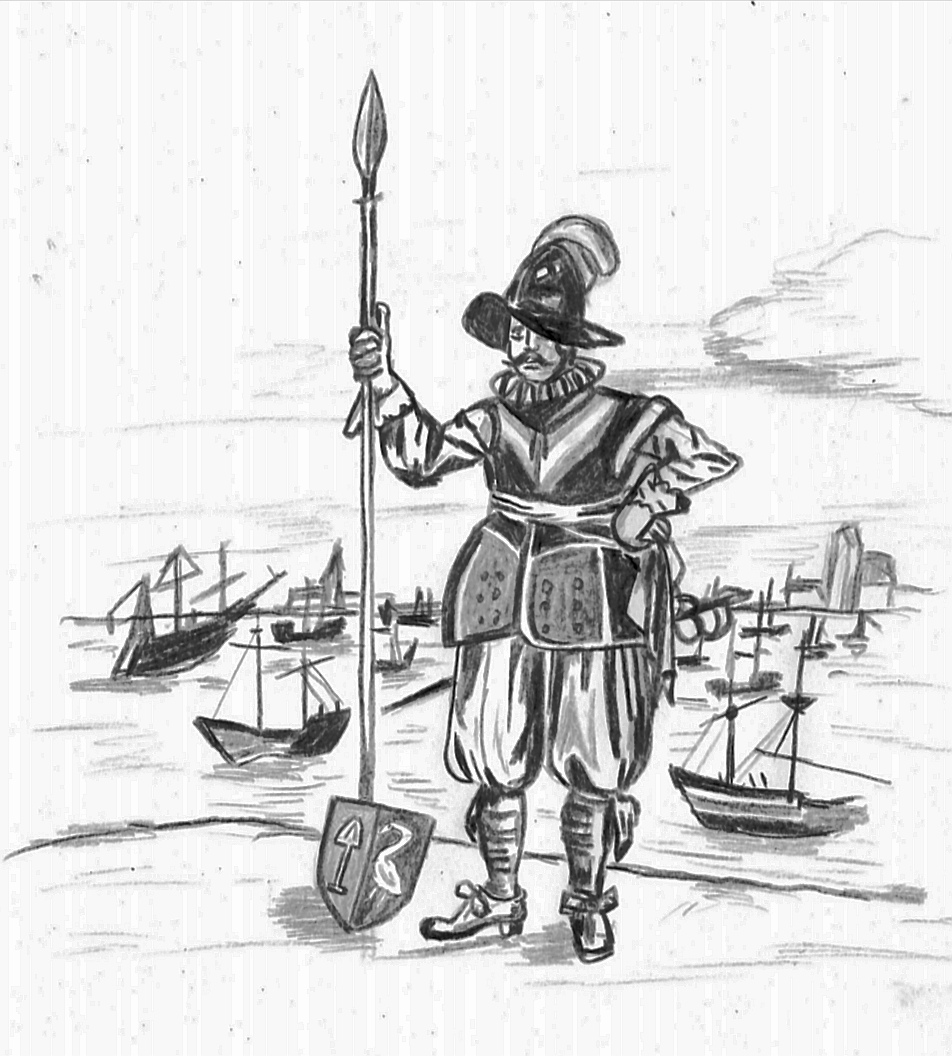
Lenaert Jansz de Graeff

Lenaert Jansz de Graeff (Ámsterdam, 1525/1530 – antes de 1578) fue un patricio, mayorista, comandante militar y comandante holandés de los Watergeuzen (Mendigos del mar).

## Biografía
Era miembro de la familia patricia De Graeff, hijo de Jan Pietersz Graeff, concejal de la ciudad de Ámsterdam y hermano mayor de Dirk Jansz Graeff, señor de Vredenhof y Valkenburg y alcalde de Ámsterdam y amigo de Guillermo I de Orange. Lenaert estuvo casado dos veces y fue el progenitor de la línea holandesa-prusiana de De Graaff.
De Graeff era amigo y compañero de armas del “Grote Geus” Enrique, conde de Brederode e suo vice come comandante militare ad Amsterdam. y su adjunto como comandante militar en Amsterdam. Fue capitán del Watergeuzen, que luchó en la Guerra de los Ochenta Años. Lenaert jugó un papel crucial en la Toma de Brielle en 1572. En los libros históricos contemporáneos, se menciona a Lenaert como uno de los líderes del Watergeuzen, junto con Guillermo II van der Marck y Willem Bloys van Treslong. Su personaje fue introducido en la novela histórica De erfenis van de Grote Geus.